# Zjednoczenie Rosyjskich Związków Wojskowych
Zjednoczenie Rosyjskich Związków Wojskowych (ros. Объединение Русских Воинских Союзов) – rosyjska organizacja emigracyjna podczas II wojny światowej
W sierpniu 1938 r. z inicjatywy władz III Rzeszy na bazie niemieckiego 2 Oddziału Rosyjskiego Związku Ogólnowojskowego (ROWS) został utworzony Związek Rosyjskich Związków Wojskowych. Na jego czele stanął przewodniczący tego oddziału gen. Aleksiej A. von Lampe. Po zajęciu Czechosłowacji przez wojska niemieckie w poł. marca 1939 r., 4 Oddział ROWS przyłączono do nowo powołanej organizacji. W miarę zwycięstw militarnych III Rzeszy wchodziły do niej kolejne struktury terytorialne ROWS. Siedziba główna znajdowała się w Berlinie. W maju 1941 r. przywódca ROWS, gen. Aleksiej P. Archangielski, zwrócił się do gen. A.A. von Lampe, aby ten czasowo przejął zwierzchnictwo dodatkowo nad 5 (belgijskim) i 4 (jugosłowiańskim) Oddziałami ROWS, chociaż władze III Rzeszy nie wyraziły na to zgody. 21 maja gen. A.A. Lampe skierował apel do głównodowodzącego niemieckimi siłami lądowymi gen. Walthera von Brauchitscha, w którym wystąpił o możliwość wzięcia udziału w przyszłej wojnie z ZSRR członków ROWS. Niemiecki Sztab Generalny nie wyraził jednak na to zgody. W rezultacie po ataku wojsk niemieckich na Związek Radziecki 22 czerwca 1941 r., członkowie ROWS indywidualnie przystępowali do Wehrmachtu. Byli wykorzystywani najczęściej jako tłumacze w sztabach poszczególnych jednostek wojskowych.